# Metoma
Metoma (auch Ovale Island) ist eine 3,0 km² große Insel des pazifischen Inselstaats Vanuatu.
Sie liegt zwischen den größeren Inseln Hiw und Tegua, die ebenfalls zu den Torres-Inseln gehören, welche politisch zur vanuatuischen Provinz Torba zählen.
Metoma hatte im Jahr 2009 13 Einwohner. Das Dorf im Süden der Insel heißt Rival.